# Lijst van voetbalinterlands Australië - Filipijnen
Deze lijst van voetbalinterlands is een overzicht van alle officiële voetbalwedstrijden tussen de nationale teams van Australië en de Filipijnen. De landen speelden tot op heden een keer tegen elkaar, een vriendschappelijke interland  op 29 oktober 1972 in Manilla.

## Wedstrijden
| № | Plaats  | Datum           | Competitie        | Wedstrijd              | Uitslag |
| - | ------- | --------------- | ----------------- | ---------------------- | ------- |
| 1 | Manilla | 29 oktober 1972 | Vriendschappelijk | Filipijnen – Australië | 0 – 6   |

## Samenvatting
| Competitie        | Totaal gespeeld | Winst Australië | Gelijk | Winst Filipijnen | Doelsaldo Australië – Filipijnen |
| ----------------- | --------------- | --------------- | ------ | ---------------- | -------------------------------- |
| Vriendschappelijk | 1               | 1               | 0      | 0                | 6 − 0                            |
| Totaal            | 1               | 1               | 0      | 0                | 6 − 0                            |

Wedstrijden bepaald door strafschoppen worden, in lijn met de FIFA, als een gelijkspel gerekend.